# 탈라나
탈라나(Talana)는 이탈리아 사르데냐 누오로도의 한 코무네이다. 이 마을은 계곡 위에 위치하며, 거의 700 미터 (2,300 ft)의 고도에 있다. 이 지역은 청동기 시대부터 점유되었으며, 주변에 많은 누라게가 있다. 중세 시대에는 칼리아리 주디카토의 일부였다. 마을에는 호텔과 여러 베드 앤드 브렉퍼스트가 있다.